# Mockingjay
Mockingjay (Brasil: A Esperança / Portugal: A Revolta) é um livro de aventura e ficção científica escrito pela norte-americana Suzanne Collins. O livro é o último da trilogia, precedido por Jogos Vorazes e Em Chamas. Continua a história de Katniss Everdeen na luta contra o governo totalitário de Panem. A série foi inspirada no mito grego de Teseu e o minotauro e nos gladiadores romanos. Valores como lealdade, guerra, pobreza, verdade e amor são abordados durante a trama. O livro em si é carregado de drama e possui críticas sobre a sociedade vivida por nós e pelos habitantes da Capital.

## Enredo
Katniss, Finnick e Beetee são retirados da arena e enviados para o Distrito 13, que realmente existe e está liderando a rebelião. O distrito é governado pela presidente Alma Coin. Lá, Katniss aceita ser o Tordo, ou seja, o símbolo da revolução. Ela começa a ser filmada e fotografada para a criação de várias propagandas. Preocupado com sua amada, Annie Cresta, sequestrada pela Capital, Finnick acaba tendo um colapso nervoso. Beetee começa a projetar armas para a revolução. No Distrito 13, Katniss reencontra toda sua família e ela e Gale iniciam seus treinamentos para o exército rebelde, entrando em combate pela primeira vez no Distrito 8, após a Capital bombardear um hospital cheio de rebeldes feridos. Quando Katniss começa a demonstrar um fraco desempenho como Tordo, Coin ordena o resgate de Peeta, Johanna, Annie e Enobaria, achando que o resgate de Peeta melhoraria o desempenho de Katniss. Entretanto, Peeta foi telessequestrado, sofreu uma espécie de lavagem cerebral. Peeta tenta matar Katniss, mas não consegue. Os médicos do Distrito 13 tentam recuperar a mente dele. Mesmo estando ao lado de Gale, Katniss vê o sentimento por Peeta ressurgir, no entanto sente dúvidas se será possível um futuro ao lado dele.  
Katniss e Johanna se aproximam e começam uma amizade. Prim começa a atuar como médica dos rebeldes junto com sua mãe. A guerra continua. Por fim, antes do ataque definitivo à Capital, ainda é necessário dominar o Distrito 2. Katniss e Gale são enviados para lá e ela se decepciona com o amigo quando ele sugere um plano para matar todos os anti-rebeldes do Distrito 2, sem lhes dar chance de rendição. O plano é executado e Katniss acaba sendo baleada. 
Katniss acorda viva no Distrito 13, porém seu baço foi removido. Finnick e Annie Cresta se casam. Durante a festa de casamento, Plutarch diz para Katniss que Peeta está preso na ala psiquiátrica do hospital do Distrito 13 e quer conversar com ela. Apesar de Peeta não ver mais Katniss como uma ameaça tão grande, eles discutem. Enfim, Katniss é enviada para o ataque à Capital. Seu esquadrão é o 451. Nele estão Finnick, Gale, Cressida, Castor, Pollux, duas gêmeas de sobrenome Leeg, Mitchell, Homes, e Messalla. Após a morte de uma das gêmeas, Peeta é enviado para participar do esquadrão. Após serem atacados pela Capital, o capitão do esquadrão, Boggs, acaba perdendo a perna esquerda e morre. O esquadrão, então, decide avançar para o interior da Capital pelo subterrâneo. Lá, o grupo é atacado por bestantes da Capital em forma de lagartos e os únicos sobreviventes são Katniss, Gale, Peeta, Cressida e Pollux. Fantasiados, eles procuram por Tigris, uma amiga de Cressida, moradora da Capital e partidária da revolução. Tigris esconde o esquadrão no porão de sua loja até eles terem um novo plano.
Eis o plano: cercar a mansão do presidente Snow (a cinco quarteirões da loja de Tigris), invadir a mansão e capturar o presidente, pondo fim à guerra. Eles o fazem se separando em três grupos: Katniss e Gale; Cressida e Pollux; Peeta. Mas eles não esperavam que os rebeldes já houvessem avançado demais na Capital e que toda a população da cidade estava se abrigando em frente à mansão do presidente Snow, o que aumentou o policiamento. Os rebeldes atacam o centro da cidade e Gale é capturado. Katniss está sozinha no combate quando vê que Prim está entre os médicos rebeldes do Distrito 13. Um aerodeslizador com a insígnia da Capital aparece no céu e bombardeia o campo de batalha, matando Prim e outras milhares de crianças. As bombas causam grandes explosões, e acabam queimando parte do corpo de Katniss. Após o bombardeio, Katniss se joga no mar e perde a consciência. Ela acorda depois dentro da mansão do presidente Snow, que estava sendo usada como hospital provisoriamente pelos rebeldes vitoriosos. Passeando pela mansão, ela descobre o quarto onde o presidente Snow está sendo mantido. Snow diz que não foi ele que ordenou o bombardeamento que matou Prim, e sim Coin. Snow lhe diz que o aerodeslizador com a insígnia da Capital era pra fazer o povo da própria Capital odiá-lo por ele ter matado tantas crianças inocentes com as bombas. 
Chega o dia da execução de Snow. Katniss reencontra Effie, Flavius, Octavia e Venia. Coin reúne os vitoriosos dos Jogos Vorazes ainda vivos (Katniss, Peeta, Haymich, Johanna, Annie, Beetee e Enobaria) para sugerir uma última edição dos Jogos Vorazes somente com as crianças da Capital. Peeta, Annie e Beetee são contra, Katniss, Johanna, Enobaria e Haymitch votam a favor dos Jogos. Katniss vai matar Snow, mas ela pensa no que Snow lhe disse e mata Coin no lugar. Ela é presa no quarto que usou quando se preparava para o seu primeiro Jogos Vorazes, ao sair descobre que foi julgada e, surpreendentemente, considerada inocente. Seu médico, após a vitória rebelde, testemunhou dizendo que ela era insana. Haymitch conta que após a morte de Coin houve um pandemônio, quando o tumulto cessou encontraram o corpo de Snow preso em um poste, não sabendo se ele morreu engasgado ou se foi sufocado pela multidão, durante a correria. É realizada uma rápida eleição onde Paylor (antiga comandante rebelde do Distrito 8) é eleita nova presidente de Panem. Katniss volta para o Distrito 12 com Haymitch, e Gale passa a viver no Distrito 2. Posteriormente, Katniss se casa com Peeta e eles tem um casal de filhos.

## Adaptação cinematográfica
A adaptação cinematográfica foi dividida em duas partes; a primeira parte foi lançada mundialmente em 21 de novembro de 2014, e a segunda em 20 de novembro de 2015. O longa foi gravado em uma das cidades abandonadas de Londres, em alguns becos onde Katniss e sua equipe irão passar rumo à Capital.